# Rudolf Rost
Rudolf Rost (11. července 1912 Libušín – 1999 Praha) byl český mineralog, petrograf, odborný publicista a vysokoškolský pedagog. V roce 1942 popsal nerost kladnoit, produkt haldových požárů na Kladensku.

## Život
Narodil se v Libušíně manželům Rudolfu a Marii Rostovým. Středoškolské vzdělání získal na reálce v Kladně, doktorát na Přírodovědecké fakultě Univerzity Karlovy získal v roce 1936, kdy obhájil dizertační práci Minerály hořících hald na Kladensku. Habilitován byl v roce 1946, profesorem na Vysoké škole báňské v Ostravě byl jmenován v roce 1948. Působil jako pedagog Vysoké školy báňské v Ostravě, v letech 1949–1950 rektor, od roku 1951 pedagog na Přírodovědecké fakultě Univerzity Karlovy, kde byl v letech 1952–1956 děkanem geologicko-geografické fakulty. Zabýval se ložisky nerostů, původem a vznikem tektitů, zejména českých vltavínů.